# よしもとサンサンTV
『よしもとサンサンTV』（よしもとサンサンテレビ）は、サンテレビジョンで放映されていたお笑い番組。

## 概要
2004年4月スタート。開始当初は毎週金曜日17:00 - 17:45の生放送であったが、2005年4月から毎週火曜日22:00 - 22:55に移動。この際生放送でなく公開収録となった。2008年10月からは毎週土曜日18:00 - 18:55に再放送を開始した。
2006年8月からCSヨシモトファンダンゴTVでも放送が始まり、日本全国で視聴が可能となったが、ファンダンゴTVの事業終了とともに再び関西ローカルに戻った。
番組は、神戸市長田区にあるライブハウス、SITE KOBEにて、吉本興業の若手タレント集団「baseよしもと」のメンバーが毎週登場し、漫才やコント、ゲームを繰り広げる他、地域のイベント・グルメ関連の情報を提供する。
毎回若手芸人2組がゲストとして登場し、ネタを披露する。また、ネタを披露しない芸人（コンビなら1組、ピン芸人なら2人）も毎回ゲストとして登場する。
ローカル番組ではあるが、キャプテン☆ボンバーや犬井ヒロシなどといった全国区になったキャラクターを生み出している。
同じ火曜日22:00台にはダウンタウンなどが出演する『リンカーン』が放送されているため、サバンナは自虐的に比較するなどしてネタにしている。また視聴率が0.2%〜0.4%であることをサバンナ自身が出演したラジオ番組などで暴露していた。
番組は2009年3月で終了し、4月から同じSITE KOBEからの収録で､『笑い飯・千鳥の舌舌舌舌（ベロベロタンタン）』がスタートした｡

## 出演者
レギュラー
- サバンナ（司会）

元レギュラー
- ネゴシックス（2007年4月10日放送分で卒業）

ネタ枠での出演者
基本的にbaseよしもと出演者が多い。
- 青空
- アジアン
- イシバシハザマ
- 田中上阪（現: ジェットコースター）
- 鎌鼬（現: かまいたち）
- ガリガリガリクソン
- ギャロップ
- ジャルジャル
- ジャンクション（現: ファミリーレストラン）
- ストリーク
- span!
- スマイル
- ダイアン
- 千鳥
- 天津
- 天竺鼠
- とろサーモン
- 中山功太
- にのうらご→モンスターエンジン
- NON STYLE
- 藤崎マーケット
- プラスマイナス（現: プラス・マイナス）
- ブロンクス
- フロントストーリー
- 平成ノブシコブシ
- ミサイルマン
- レギュラー
- 笑い飯

ゲスト枠での出演者
- FUJIWARA
- キャプテン☆ボンバー
- 麒麟
- ケンドーコバヤシ
- 小籔千豊
- シャンプーハット
- たむらけんじ
- 千原ジュニア
- チュートリアル
- $10（現: テンダラー）
- 土肥ポン太
- なだぎ武
- バッファロー吾郎
- ビッキーズ→すっちー
- ブラックマヨネーズ
- 野性爆弾
- ランディーズ
- りあるキッズ
- ロザン
- 月亭八光

ほか

また、東京から千原ジュニア、トータルテンボスがゲストに来たことがある。
罰ゲーム担当者枠
- 女と男
- 大脇里村ゼミナール
- ビタミンS

## 番組構成
- オープニング・トーク
- baseよしもと芸人（2組）ネタ見せ
- 週代わりコーナー（ネタを披露しないゲストはここから登場）
- 八木ちゃんのゲームワールド
- 犬井ヒロシ
- 告知～エンディング・トーク～一発ギャグ

週代わりコーナーは、「シャッフル大喜利」、「サンサン名言大辞典」、「チャレンジするンジャー」など週によって違う企画を行う。好評だった企画はその後も度々行われる。過去には「八木ちゃんのゲームワールド」のかわりに「今週の八木ノート」、ネゴシックスが担当する「うまい事いったら何かやーわ!」や「まじほっぺがおちるだろうが」などのコーナーもあった。

## コーナー紹介
- ネタのコーナー

若手芸人二組が行うネタのコーナー。ダイアンの出場率が異常に高いことがよくネタにされる。
- 週代わりコーナー

サバンナ・高橋は司会を担当し、コーナーに参加しない場合が多い。以下は複数回行われた主なコーナー。
- 「サンサン顔面ギャラリー」

出演者がタイトルを考え、それにあった顔を披露するコーナー。よかったものは、次回の同コーナーで発表され、毎回飾られる。続き物だったり、シリーズものもある。ノートやクリアファイルといった、このコーナーを扱ったオリジナルグッズも発売されている。
- 「サンサン全身ギャラリー」

上記、顔面ギャラリーの全身版。こちらでは動きも加えてよいルールになっている。
- 「サンサン出来るまでやる部」

出演者が一つの目的を達成するまでチャレンジするコーナー。出演者は部活動の部員、高橋は顧問の先生という設定。
- 「シャッフル大喜利」

出演者が書いた大喜利のお題を入れた箱の中からランダムに1枚引いて、そのお題に即興で答えると言うコーナー。
合間に箱をシャッフルする「シャッフルタイム」があり、サバンナ・高橋が「シャッフルタイム、スタート！」の掛け声とともに、普段のキャラとかけ離れたハジけたダンスを披露するのが恒例となっている。
他に「シャッフル大喜利アクター」として3人のアクターが登場し、お題に絡めるパターンもある。アクターのキャラクターが強烈過ぎて芸人より笑いを取ってしまうこともある。
また「シャッフル大喜利オブ・ジョイトイ」としてアクターにインリン・オブ・ジョイトイを迎えた放送では、番組開始以来初の女性ゲスト（お笑い芸人をのぞく）にメンバーが舞い上がってしまい、ボケるのを忘れてしまう芸人も。また、この回では高橋の「シャッフルタイム」は行われなかった。
- 「いじわる大喜利」

普通の大喜利とは変わりないが、それぞれ出演者が箱から引いた条件（声を出してはいけない、英語で、あるCMソングにのせて等）で行わなければならない。優秀者には目録が渡される。
- 「シャッフルフェイスで一言」

メンバーの顔のパーツをばらばらにした写真を組み合わせ、テーマに沿った顔を作り上げるコーナー。もはや人間の顔とは言えないものができあがることが多い。
- 「サンサン名言大辞典」

レギュラーメンバーやゲストが、人に言われた名言を掛け軸に習字で書いて発表するコーナー。認定された名言は「名言大辞典」に登録される。
- 「初めてのCDショー」

レギュラーメンバー、ゲストの中から4名程度、エピソードとともに初めて買ったCDを紹介し、自ら歌うコーナー。エピソードは大抵、CDの内容とまったく関係ないか、ネタフリになっている場合が多い。
- 「八木ちゃんのゲームワールド」

サバンナ・八木が自分の考えたゲームを発表し、出演者で実際に遊んでみるコーナー。何かのパクリのものも多い。たまに、商品がでるが、八木が家からもってきたものなど、あまりいいものではない。ゲームの経過を考慮して罰ゲームを受ける者が決められ、若手芸人に痛い目に合わされるが、八木が罰ゲームを受けることが多い。コーナー開始前に八木の口上とその後に一発ギャグが行われるが、この部分は千原ジュニア等の東京芸人にも評価が高かった。
- 「犬井ヒロシ」

サバンナ・高橋が演じる犬井ヒロシのボケを、ゲスト1名がツッコムコーナー。突っ込みをする芸人は一人だが、他の芸人も出てきて犬井とともにボケる場合も多い。突っ込み以外の芸人では、ダイアン・西澤扮する「MISAWA」の出現率が高い。出演者によってネタのシリーズがあったりする。（例：バッファロー吾郎木村の「嫁チョイスシャツ」やスマイルの瀬戸に「ただただよしたか（相方のウーイェイよしたか）の横にいる瀬戸」と犬井が言い、それに瀬戸が突っ込むと犬井ヒロシとしてではなく、「サバンナの高橋茂雄」としてリアルなトーンでダメ出しされ、追い出されるなど）コーナーのオープニングナレーションは麒麟の川島明がつとめている。
2006年9月頃より、犬井ヒロシの妹、犬井ミチル（演じるのは同じくサバンナ・高橋）が時折登場するようになった。「○○isうっ～と～い♪」と「うっとい（鬱陶しい）」と思ったことを歌にして披露するも、内容は女子中学生レベルの他愛もない身内ネタで、ゲストに「知らんがな」とツッコまれるのが恒である。ちなみに上記の「MISAWA」は犬井ミチルが好きという設定がある。
- 「一発ギャグ」

サバンナ・高橋に選ばれた芸人が、番組の締めに一発ギャグを披露する。スベって終わる場合、ネタの途中で終わる場合も多い。
- 「今週のだらが」

「だら」とは島根弁で「ばか者」の意味で、ネゴシックスが日常で「ばか者！」と思った事（人）にツッコむコーナー。
- 「うまい事いったら何かやーわ!」

根来流忍者の「ろくちゃん」に扮したネゴシックスがお題に挑戦し、成功すれば観覧者に、失敗すれば視聴者にプレゼントが当たる。
- 「まじほっぺがおちるだろが」

ネゴシックスが、「よしもとグルナビ」で紹介されている店を紹介するコーナー。
- 「今週の八木ノート」

サバンナ・八木が趣味で書いている変なノートを公開するコーナー。